# Eths
Eths foi uma banda francesa de metal de formada em 1999 na cidade de Marselha, França. 

## História recente
Em outubro de 2011 foi anunciado que o Eths mais uma vez entra em estúdio para gravar seu 3º álbum, ainda não intitulado. Com essa notícia, vem a volta de Guillaume como baterista oficial. Guillaume é um dos fundadores da banda, e retorna no lugar de Morgan.
Em 18 de Setembro de 2012, em nota oficial, a gravadora da banda Season Of  Mist, publicou no Facebook a desistência de Candice Clot da banda. O motivo pela qual Candice diz sair do Eths, é para se dedicar mais a família e por motivos pessoais. Candice cumpriu toda a agenda de Outubro, fazendo a sua última apresentação no dia 13 de outubro de 2012. Virginie Goncalves (Kells) e Nelly Wood-Hasselhoff substituirão Candice temporariamente. No dia 3 de Abril de 2013 a banda anunciou a nova vocalista, Rachel Aspe, que ficou mundialmente conhecida na internet após participar da versão francesa do programa Got Talent, o vídeo intitulado "Rachel La Voix D'Homme" (Rachel voz de homem) já ultrapassou 2 milhões de visualizações no YouTube. E no mesmo mês Greg deixa banda devido a uma lesão e problemas pessoais. Em março de 2013 a banda lança o EP "Ex Umbra In Solem", o primeiro trabalho com Rachel nos vocais.

## Integrantes

### Membros atuais
- Rachel Aspe - vocal
- Staif − guitarra, sampler e vocal
- Damien − baixo
- Rul − bateria

### Ex-membros
- Greg − guitarra (1999 - 2013)
- Candice Clot - vocal (1999 - 2012)

- Roswell - baixo (1999 - 2006)
- Guillaume-Bateria (2012-2014)

### Membros de turnê
- Matthieu LeChevalier - bateria - (2007 - 2008) (turnê)
- Morgan - bateria (2008 - 2011) (turnê)
- Shob - baixo (2007 - 2011) (turnê)
- Virginie Gonçalves - vocal limpo (2012 - 2013) (turnê)
- Nelly Wood-Hasselhoff - gutural (2012 - 2013) (turnê)

## Discografia
- 1999: Eths (Demo)
- 2000: Autopsie (EP)
- 2002: Samantha (EP)
- 2004: Soma
- 2007: Tératologie
- 2012: III
- 2013: Ex Umbra In Solem (EP)
- 2016: Ankaa